# 梗河增一
牧夫座ψ，又名BD+27 2447，HD 133582、SAO 83645、HR 5616，是牧夫座的一颗恒星，视星等为4.54，位于銀經40.32，銀緯60.47，其B1900.0坐标为赤經15h 0m 9.6s，赤緯+27° 60.47′ 15″。